# Pietro de Luna (arcivescovo)

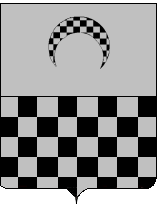
Stemma de Luna

Pietro de Luna (1450 circa – Messina, 28 agosto 1492) è stato un arcivescovo cattolico italiano, arcivescovo di Messina dal 1480 al 1482.

## Biografia
Pietro de Luna era figlio terzogenito di Antonio de Luna e fratello di Sigismondo e Carlo. Non si sa nulla dei suoi studi né della sua carriera ecclesiastica. Era comunque un uomo eminente e nel 1472 fu ambasciatore del parlamento siciliano in Catalogna presso Giovanni II di Aragona.
Nel 1474 fu coinvolto in un braccio di ferro fra la Chiesa di Roma e la corona siciliana a proposito dell'investitura alla diocesi di Messina. Dopo la morte dell'arcivescovo Giacomo de Thodisco (14 marzo 1474), il capitolo della cattedrale di Messina aveva eletto arcivescovo il messinese Leonzio Crisafi, il quale però non era stato riconosciuto né dal papa Sisto IV né da re Giovanni. Il 23 maggio 1474 Sisto IV elevò alla guida della diocesi il teologo Giacomo da Santa Lucia, il re Giovanni il nostro Pietro de Luna. Il contenzioso fu risolto nel 1480 col riconoscimento papale di Pietro de Luna quale vescovo di Messina e il trasferimento di Giacomo da Santa Lucia alla diocesi di Patti.
Durante il periodo in cui fu arcivescovo di Messina, Pietro de Luna non percepì le entrate della diocesi, che vennero incamerate da Giovanni II. Anzi, da un documento del 1479 risulta Pietro de Luna aveva versato a Giovanni II 750 fiorini perché gli fosse concessa l'arcidiocesi di Agrigento; in ogni modo la "bustarella" al re proveniva dalla diocesi Agrigento, le cui rendite erano detenute dal fratello di Pietro, Sigismondo.
Durante l'attesa della nomina papale all'arcidiocesi di Messina, nel gennaio 1476 Pietro de Luca acquistò per 10.000 fiorini la terra di Bivona dal fratello Sigismondo, in quanto quest'ultimo stava attraversando un periodo di gravi difficoltà economiche. Ottenuta la licenza del viceré, il contratto venne stipulato in notar Gabriele Vulpi di Palermo il 29 gennaio 1476. Pietro de Luna, che aveva indossato l'abito ecclesiastico, fu signore di Bivona solamente per poco più di un anno: successivamente, infatti, Sigismondo, impegnatosi a restituire la somma al fratello Pietro, ottenne il diritto di reinvestitura. Il 5 gennaio 1478 Pietro de Luna venne nominato da Giovanni II consigliere e cancelliere regio con il diritto a esercitare la giustizia, sia civile che criminale, nella terra di Sambuca.
Il 22 marzo 1479 Sigismondo de Luna a causa delle difficili condizioni finanziarie gli aliena con la condizione di riacquisto il feudo di Larminusa in territorio di Sclafani.
Il 30 settembre 1480 Sigismondo de Luna nominò, con suo testamento, il proprio figlio Gianvincenzo suo erede universale; come tutore del figlio (ancora minorenne), Sigismondo designò Pietro, arcivescovo di Messina. Il 20 ottobre 1480 Gianvincenzo ottenne l'investitura dei beni feudali; il 2 settembre 1481 Pietro de Luna nominò come procuratore della baronia di Bivona Michele de la Farina.
La regia cancelleria di Palermo dispose di un dispaccio segnato nella medesima città il 30 settembre 1480
In seguito a ciò a Pietro de Luna veniva affidata dal viceré Gaspare de Spes l'organizzazione della difesa della Sicilia occidentale dai possibili attacchi dei turchi i quali poche settimane prima avevano espugnato Otranto decapitandone gli abitanti.
Nel 1489 Pietro de Luna fu nominato da papa Innocenzo VIII governatore di Perugia, città in preda a una faida fra le famiglie Baglioni e gli Oddi; Rimase a Perugia fino ai primi del 1491: nell'ottobre dello stesso anno de Luna presenziò, col viceré Ferdinando de Acuña, alla solenne apertura dei sepolcri imperiali della cattedrale di Palermo. Morì l'anno successivo a Messina.